# Libia (estación)
Libia es una estación de la línea B1 del Metro de Roma. Se encuentra en Piazza Palombara Sabina, en la viale Libia, de la que recibe su nombre. Se encuentra cerca de la estación Roma Nomentana de la línea FL1 de los ferrocarriles suburbanos de Roma.
Su nombre original sería Libia/Gondar, quedando reducido solamente a Libia.

## Historia
Los trabajos de construcción comenzaron en noviembre de 2005 y fueron finalizados a finales del 2011. La estación fue inaugurada el 13 de junio de 2012.